# Une affaire banale
Pour plus de détails, voir Fiche technique et Distribution.
Une affaire banale (titre original : Простой случай) est un film sentimental soviétique réalisé par Vsevolod Poudovkine et sorti en 1930.
Il s'agit d'une adaptation du feuilleton de Mikhaïl Koltsov Устарелая жена (litt. « Une femme démodée »), publié dans la Pravda le 10 août 1927.

## Synopsis
La guerre civile s'est achevée. Les défenseurs de la jeune République soviétique rentrent chez eux, dans leur ville natale. Une forte amitié lie trois compagnons d'armes, les anciens commandants rouges Langovoï, Jelitkov et le plus âgé d'entre eux, l'oncle Sacha. Tous trois travaillent au quartier général de l'armée. Oncle Sacha et Jelitkov sont célibataires. Ils vivent ensemble, dans une seule pièce. Les amis se rendent souvent dans l'appartement confortable de Langovoï et de sa femme - Machenka, qui se sont mariés pendant la guerre civile. Machenka était un fidèle compagnon d'armes au front. Langovoï est resté l'ami aimant et attentionné qu'il est aujourd'hui. Le dévouement à son mari, l'amour sans limite qu'elle lui porte se manifestent de façon particulièrement éclatante chez Machenka lorsque Langovoï tombe gravement malade. Elle passe de nombreuses nuits d'insomnie et d'angoisse au chevet de son mari. La patience et les soins de Machenka portent leurs fruits : Langovoï se rétablit. Au bout d'un certain temps, Machenka part en vacances chez des parents. Pendant son absence, Langovoï tombe amoureux d'une femme qu'il a sauvée d'un accident de la route dans des circonstances fortuites. Le comportement de Langovoï suscite la condamnation silencieuse mais claire de ses amis. Machenka, qui est revenue de chez ses parents, est profondément affectée par ce qui s'est passé. Le remords de conscience tourmente Langovoï. Finalement, il décide de retourner auprès de sa femme et de lui demander pardon.

## Fiche technique
- Titre français : Une affaire banale ou Un simple cas ou Un simple hasard ou La vie est belle[1],[2]
- Titre original russe : Простой случай, Prostoï sloutchaï[3]
- Réalisation : Vsevolod Poudovkine
- Scénario : Alexandre Rjechevski, adapté du feuilleton de Mikhaïl Koltsov Устарелая жена (litt. « Une femme démodée »), publié dans la Pravda le 10 août 1927.
- Photographie : Guigori Kabalov (ru), Gueorgui Bobrov (ru)
- Décors : Sergueï Kozlovski (ru)
- Société de production : Mejrabpomfilm
- Pays de production :  Union soviétique
- Langue originale : russe
- Format : noir et blanc - Muet
- Genre : film sentimental
- Durée : 96 min
- Dates de sortie: 
  - Union soviétique : 1930 (sortie limitée) ; 3 décembre 1932 (sortie nationale)

## Distribution
- Alexandre Batourine (ru) : Langovoï
- Maria Beloussova : La jeune fille
- Afanassi Belov (ru) : Gricha
- Andreï Gortchiline : L’ouvrier
- Vladimir Kouzmitch : Jelitkov
- Ivan Novosseltsev (ru) : Vassia
- Vladimir Ouralski : Le soldat blessé
- Evguenia Rogoulina : Machenka
- Anna Tchekoulaïeva
- Alexandre Tchistiakov : Le père Sacha